# Idiocera (Idiocera) socotranensis
Idiocera (Idiocera) socotranensis is een tweevleugelige uit de familie steltmuggen (Limoniidae). De soort komt voor in het Afrotropisch gebied.